# Guangzhou Südbahnhof
Guangzhou Südbahnhof (chinesisch 廣州南站 / 广州南站, Pinyin Guǎngzhōunán Zhàn, Jyutping gwong2 zau1 naam4 zaam6) ist ein Fernverkehrsbahnhof in Guangzhou in der chinesischen Provinz Guangdong. Der Bahnhof wurde 2010 als Teil des chinesischen Hochgeschwindigkeitsprogramms eröffnet und ist nach Fläche der größte Bahnhof in der Volksrepublik China.

## Beschreibung
Der Südbahnhof verfügt über 15 Bahnsteige mit 28 Gleisen und erstreckt sich über eine Fläche von 615.000 m², davon entfallen 486.000 m² auf die Bahnhofshalle. Diese besitzt mehrere Ebenen: Quer über den Gleisen befinden sich ein großer, langgezogener Wartesaal; hier finden auch die im chinesischen Hochgeschwindigkeitsverkehr üblichen Sicherheitskontrollen statt. Unterhalb des Gleisniveaus sind Ticketschalter, Parkplätze, ein Busbahnhof und die Stationen der Linien 2,7 und 22 der Guangzhou Metro und der Linie 2 der Foshan Metro zu finden. Der Bahnhof liegt rund 17 Kilometer südöstlich vom Stadtzentrum Guangzhous. Über die Metro ist der Bahnhof an die Stadt angebunden, hierzu befindet sich unterhalb des Bahnhofs die Endstation der Linie 2.
Der Südbahnhof wurde im Jahr 2010 mit Aufnahme des Betriebs auf dem Teilstück Wuhan-Guangzhou der Schnellfahrstrecke Peking–Guangzhou eröffnet. Das Investitionsvolumen betrug 13 Milliarden Yuan, die Baukosten liegen somit in der Größenordnung derer des Bahnhofs Shanghai Hongqiao.

## Bedeutung für den Verkehr
Der Südbahnhof von Guangzhou ist südlicher Endpunkt der Schnellfahrstrecke Peking–Guangzhou, die mit bis zu 350 km/h befahren werden kann. Diese Bahnstrecke ist die meistfrequentierte Hochgeschwindigkeitsstrecke Chinas und zählt jährlich rund doppelt so viele Passagiere wie beispielsweise die Schnellfahrstrecke Peking–Shanghai. Des Weiteren gibt es von Guangzhou Verbindungen in die beiden Sonderverwaltungszonen Hongkong und Macao. Die projektierte Kapazität des Bahnhofs Guangzhou Süd liegt bei 80,1 Millionen Fahrgästen jährlich. Damit ist der Bahnhof Guangzhou Süd nach Kapazität der zweitgrößte Bahnhof Chinas nach dem Bahnhof Peking Süd.
Unterhalb des Südbahnhofs entsteht der Bahnhof Panyu, der der zentrale Knotenpunkt von Guangdong Intercity werden soll. Guangdong Intercity sieht die Schaffung neuer regionaler Schienenverbindungen vor.
Zudem hat der Bahnhof als Knotenpunkt von vier Linien der Metros in Guangzhou und Foshan Bedeutung.

Guangzhou Südbahnhof
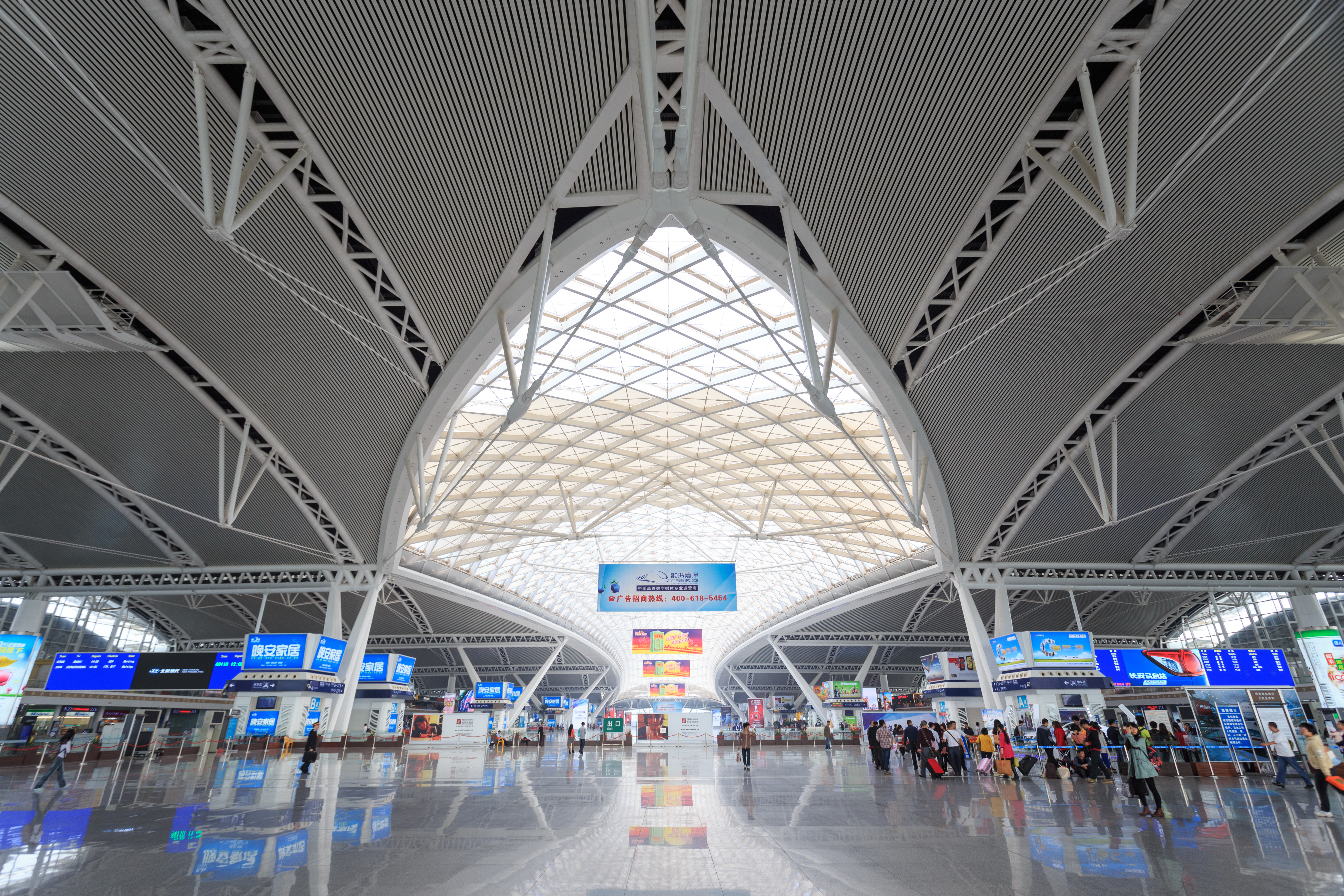
Wartesaal
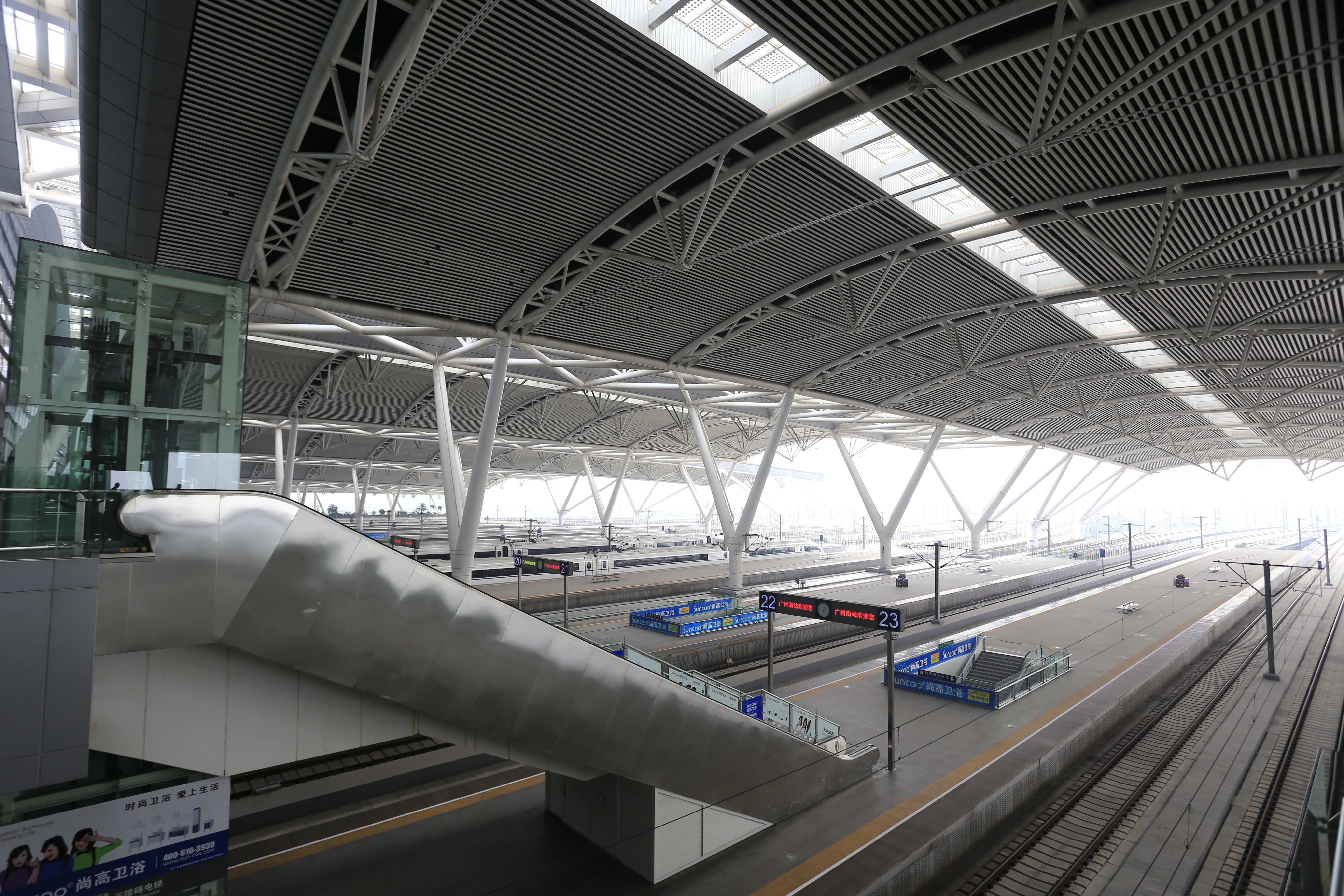
Bahnhofshalle
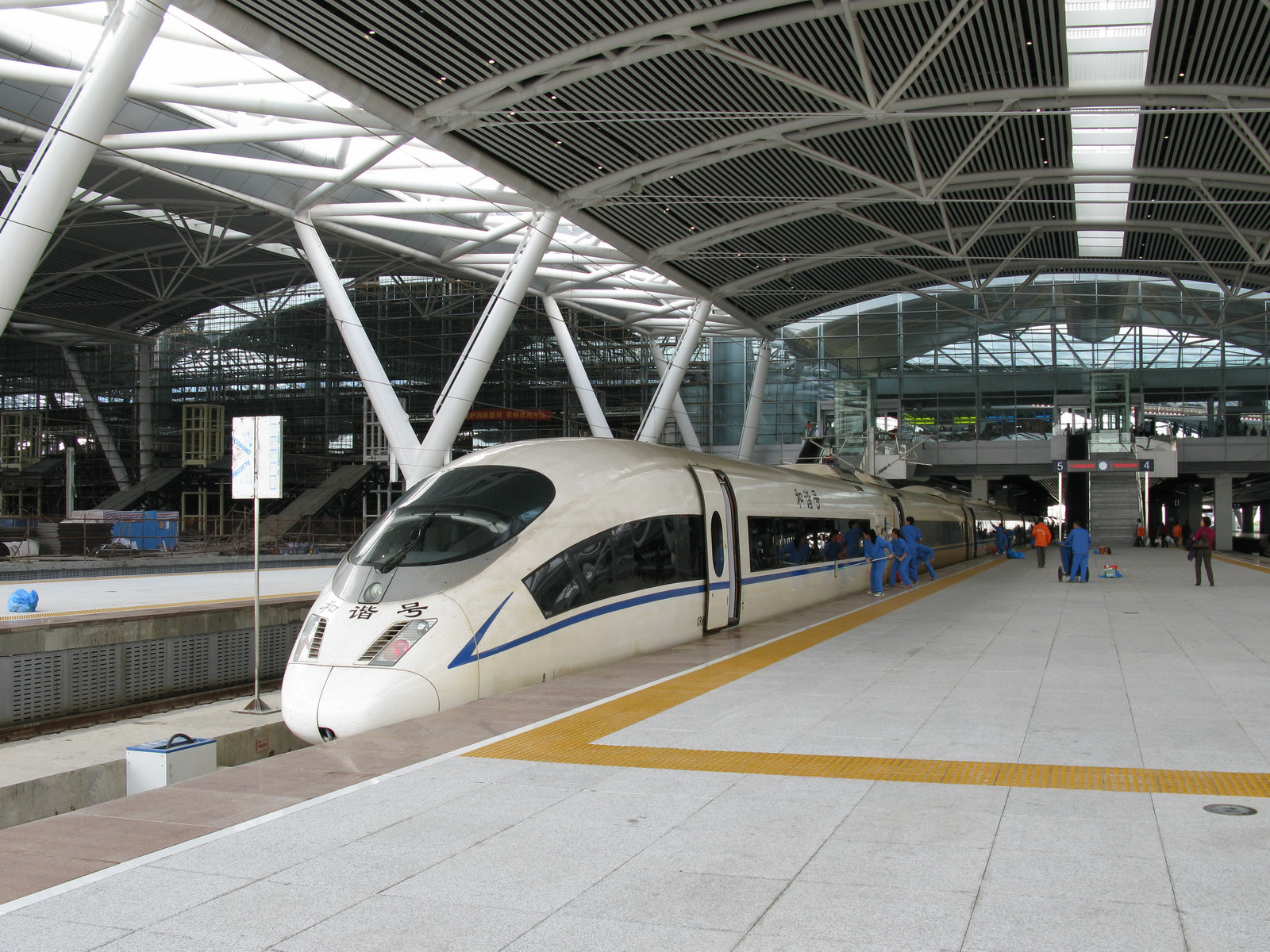
CRH3 am Bahnsteig
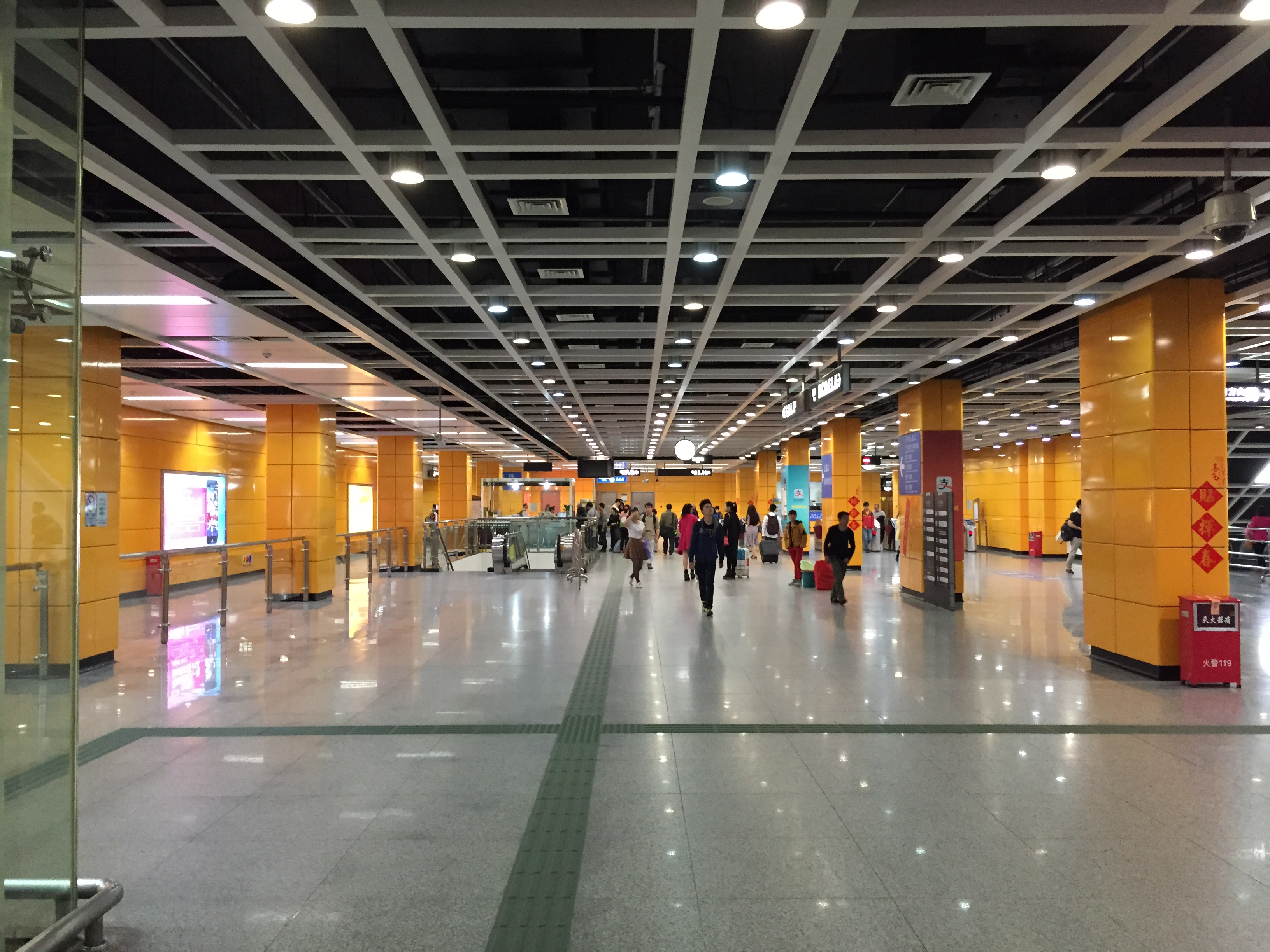
Zwischenebene des U-Bahnhofs